# 370e division d'infanterie
Pour les articles homonymes, voir 370e division.
La  370e division d'infanterie (en allemand : 370. Infanterie-Division ou 370. ID) est une des divisions d'infanterie de l'armée allemande (Wehrmacht) durant la Seconde Guerre mondiale.

## Historique
La 370. Infanterie-Division est formée le 17 février 1942 en France dans le secteur de Reims avec du personnel des 302., 304. et 320. Infanterie-Division en tant qu'élément de la 19 Welle (19e vague de mobilisation).
En mai 1942, elle est transférée sur le front de l'Est au sein de la 17. Armee dans le Heeresgruppe Sud et combat dans le Caucase.
Puis elle participe aux combats dans la poche de Kuban et dans les secteurs de Cherson et de Nikolaïev.
Elle est détruite dans les combats à Kischinev en Ukraine en août 1944 et officiellement dissoute le 9 octobre 1944.
Les éléments survivants de la division son incorporés dans les 15. et 76. Infanterie-Division.

## Organisation

### Commandants
| Date                                 | Grade           | Commandant            |
| ------------------------------------ | --------------- | --------------------- |
| 1er avril 1942 - 15 septembre 1942   | Generalleutnant | Dr. Ernst Klepp (en)  |
| 15 septembre 1942 - 15 décembre 1942 | Generalleutnant | Fritz Becker          |
| 15 décembre 1942 - 20 janvier 1943   | Generalleutnant | Erich von Bogen (uk)  |
| 20 janvier 1943 - 2 août 1943        | Generalleutnant | Fritz Becker          |
| 2 août 1943 - 7 septembre 1943       | Generalleutnant | Hermann Böhme         |
| 7 septembre 1943 - 1er juin 1944     | Generalleutnant | Fritz Becker          |
| er juin 1944 - 3 septembre 1944      | Generalleutnant | Botho Graf von Hülsen |

## Théâtres d'opérations
- France : Avril 1942 - Mai 1942
- Front de l'Est, secteur Sud : Mai 1942 - Août 1944
- Roumanie : Août 1944 - Septembre 1944

## Ordres de bataille
- Infanterie-Regiment 666
- Infanterie-Regiment 667
- Infanterie-Regiment 668
- Artillerie-Regiment 370
  - I. Abteilung
  - II. Abteilung
  - III. Abteilung
  - IV. Abteilung
- Pionier-Bataillon 370
- Feldersatz-Bataillon 370
- Panzerjäger-Abteilung 370
- Divisions-Füsilier-Bataillon 370
- Divisions-Nachrichten-Abteilung 370
- Divisions-Nachschubführer 370